# Trampe (cykelhiss)

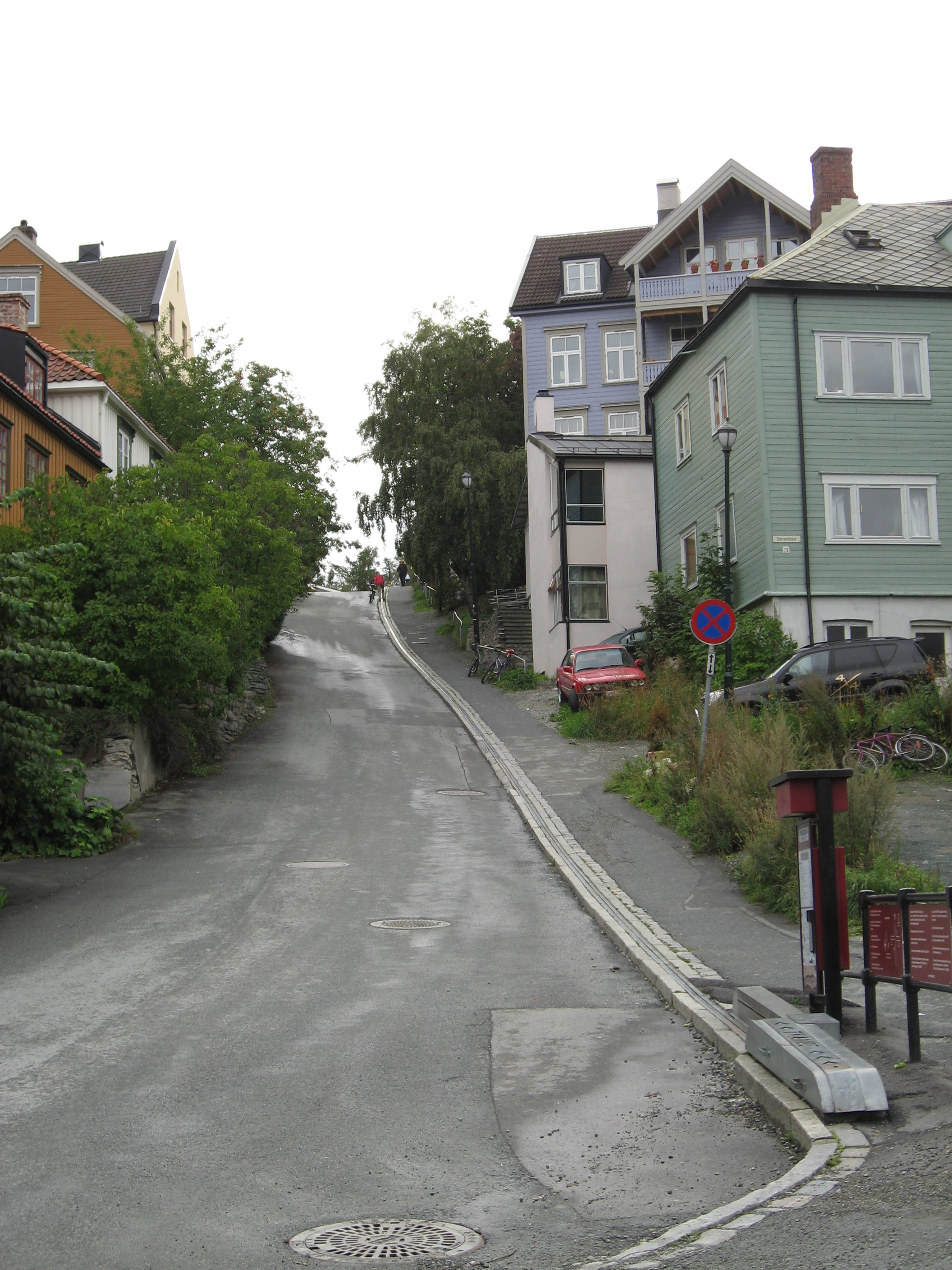
Brubakken med cykelhissen Trampe.

Trampe är en cykelhiss i Trondheim i Norge som går  från den gamla bron över Nidälven uppför den branta Brubakken mot Kristianstens fästning.
När Trampe invigdes i augusti 1993  var den världens enda cykelhiss. Den 
är 130 meter lång med en stigning på 120–180 ‰ och drivs av en elektrisk motor. Varje år transporterar Trampe omkring 30 000 cyklister. Hissen, som har blivit en turistattraktion, kan transportera fem personer åt gången.
År 2013 installerades en ny, förbättrad version av cykelhissen som marknadsförs internationellt som CykloCable. Trampe är i drift varje dag från klockan 7 till 21. I februari 2015 utsåg CNN Trampe till ett av världens sju "coolaste" transportmedel.

## Användning[2]

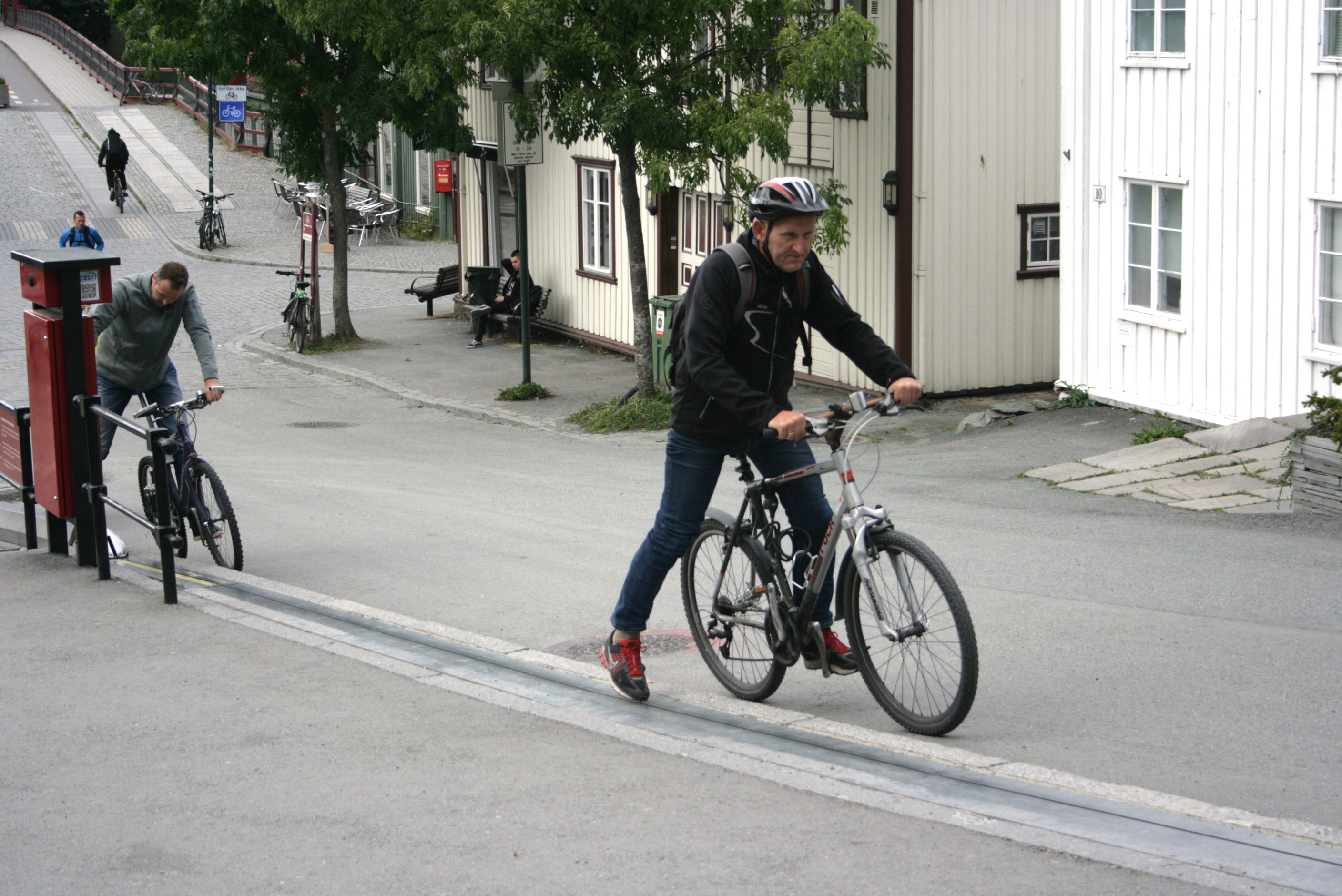
Användning av cykelhissen.

Cyklisten behåller sin vänstra fot på cykelpedalen och sätter sin högra fot på Trampes startplatta. När startknappen trycks in så dyker efter kort stund en fotplatta upp som knuffar cyklisten uppför backen. 
Det är viktigt att man håller högra benet rakt och böjer sig framåt.
Cykelhissen har två hastigheter, 1,5 m/s respektive 2 m/s. 
Fotplattan är fjäderbelastad och sänks ned till marknivå om cyklisten  faller av. 